# Abdulla Yameen
Abdulla Yameen Abdul Gayoom (Malé, 21 de maio de 1959) é um político da Maldivas, foi Presidente das Maldivas, de 2013 até 2018. Ele é meio-irmão do ex-presidente maldívio Maumoon Abdul Gayoom.
Formado em administração de empresas pela Universidade Americana de Beirute, Yameen passou grande parte de sua vida como um organizador comunitário em Machangolhi Ward, um distrito administrativo de Malé, onde foi criado. Depois de alguns anos na Aliança Popular (PA), um partido político que ajudou a formar, juntou-se ao Partido Progressista das Maldivas (PPM) em 2010, passando a atuar como chefe do Grupo Parlamentar do PPM.
Como o candidato presidencial pelo PPM, Yameen tornou-se presidente em 2013 depois de derrotar o líder do Partido Democrático das Maldivas (MDP) e ex-presidente Mohamed Nasheed nas eleições presidenciais daquele ano.